# Scott Stanford
Scott Stanford é um narrador e entrevistador contratado pela WWE. Atualmente, Stanford narra o WWE Superstars e apresenta o WWE Bottom Line.

## Âncora (2002-2008)
quizStanford é um âncora na WNBC-4 em Nova Iorque. Ele pode ser ouvido vez ou outra na WCBS Newsradio 880 em New York. Foi na WCBS onde recebeu o "AIR Award" em 2002 e 2003, lhe dando o título de melhor âncora de esportes de Nova York. Scott já ganhou quatro prêmios Emmy por "On-Camera Achievement". Em 2003, se juntou à WWOR My9 New York News, e nos seis anos seguintes, apresentou diversos segmentos, incluindo o Geico Sunday Sports Rap. Em 2008, começou a trabalhar na Fox 5 (New York), onde era o repórter pós-jogos para os NY Yankees. O quiz "Know Your Foe" de Stanford ganhou um prêmio pela Associated Press. Ele narra basquete e futebol americano em arenas colegiais. Além disso, He also acts as a play-by-play announcer for college basketball and arena football.

## World Wrestling Entertainment/WWE (2009-presente)
Scott Stanford estreou em 2009, substituindo Jack Korpela como apresentador do The Bottom Line. Em outubro de 2010, se tornou o narrador do WWE Superstars, substituindo Michael Cole, ao lado de Jerry Lawler. No entanto, a dupla durou pouco, quando Lawler foi substituído por CM Punk. Ao fim de dezembro, Punk deixou os comentários para voltar a lutar. A partir de 31 de dezembro, Josh Mathews passou a comentar ao lado de Stanford. Além disso, Stanford passou a apresentar com Korpela os programas pré-pay-per-views. Após a demissão de Korpela, Stanford passou a apresentar sozinho. Em 2012, ele tornou-se comentarista das lutas pré-show dos pay-per-views, ao lado de Matt Striker.

## Trabalhos
- Narrador do Superstars (2010–presente)
- Entrevistador do Raw (2011–presente)
- Apresentador do The Bottom Line (2009-presente)
- Apresentador dos programas pré-pay-per-views (2009-presente)